# Love Is a Many-Splintered Thing
«Love Is a Many-Splintered Thing» (укр. «Кохання — це щось, розбите на багато шматочків») — дванадцята серія двадцять четвертого сезону мультсеріалу «Сімпсони», прем'єра якої відбулась 10 лютого 2013 року у США на телеканалі «Fox».

## Сюжет
У майбутньому Барту в ролі оповідача згадує свої невдачі з дівчатами, особливо з Мері Спаклер…
У Спрінґфілдській початковій школі розбишаки пропонують Барту запхати гусінь за комір дівчині. Він приймає виклик, але дівчиною виявляється знайома йому Мері Спаклер. Барт і Мері раді знову побачити одне одного. Вони вирішують зустрітися знову наступного дня. Коли зранку Мері приходить відвідати Барта, їй швидко стає нудно, тому що Барт просто хоче грати у свої відеоігри. Ліса бачить, що Мері нудно, каже Барту не тримати Мері. Однак, Баарту байдуже на застороги сестри.
Згодом Барт приходить до родини Спаклерів на вечерю. Там Мері грає пісню, яку вона написала для Барта, але злиться, що Барт не звертає уваги і не слухає пісню. Коли Мері програє на конкурсі талантів, Барт не може вигадати жодного хорошого втішного слова. Зрештою, Мері не витримує і каже хлопчику, що їм слід «відпочити одне від одного», і навіть присвячує нову пісню їхньому з Барту розривові.
Тим часом удома постає суперечка між Гомером і Мардж: Гомер стає на сторону сина, стверджуючи, що не можна очікувати, доки чоловік зрозуміє жінку, бо жінки ніколи прямо не говорять те, що вони думають. У відповідь Мардж говорить Гомеру, що вона думає про нього, і виганяє обох чоловіків з дому.
Батько з сином поселяються в апартаментах «Brokewood» для чоловіків-невдах, яких вигнали їхні дружини. Усі разом незабаром розуміють, що потрібно повернути своє кохання. Вони вчаться цьому переглядаючи британські романтичні комедії.
Барт, Гомер і чоловіки запрошують Мері, Мардж та інших дружин до апартаментів на урочистий прийом, де співають їм пісню. Це завойовує серця всіх жінок, крім Мері, яка почала зустрічатися з бразильським хлопчиком з шоу талантів…
Серія закінчується тим, що Ліса повідомляє Барту, що кохання — це наш єдиний захист від прірви, однак Барт знову ж нехтує словами сестри. Згодом Барт відвідує сайт соціальної мережі, де бачить, що статус стосунків Мері змінюється із «Одружена» на «Неодружена», і хлопець надсилає їй повідомлення.

## Виробництво
Під час запису реплік запрошена зірка британський актор Бенедикт Камбербетч, почувши, що це роль, не зосереджена на одному персонажі, прокоментував: «Я [спершу] сказав: „Я ненавиджу напружуватися тут, хлопці, але чи можу я записати це?“ Далі я стою у кімнаті [звукозапису] з усіма тими відомими голосами: Барта, Мардж, Гомера, Ліси».

## Цікаві факти і культурні відсилання
- У серії багато відсилань на режисера Вуді Аллена і його фільм «Енні Голл». Персонаж Алена виступає як уявний радник Барта[2].
- Фільм, який Барт і Мері дивляться ― драмедія 1939 року «Правила гри» (фр. «La Règle du Jeu»)[2].
- Назва комедії, яку Барт, Гомер і чоловіки-невдахи дивляться «Love, Indubitably» (укр. «Нереальна любов») ― відсилання до фільму 2001 року «Love, Actually» (укр. «Реальна любов»)[3].
  - У комедії з'являється Северус Снейп з франшизи про Гаррі Поттера[3].
- Пісня, яку чоловіки співають жінкам, має мотив «Оди до радості».

## Ставлення критиків і глядачів
Під час прем'єри серію переглянули 4,19 млн осіб з рейтингом 2.0, що зробило її другим найпопулярнішим шоу на каналі «Fox» тієї ночі, після «Сім'янина».
Роберт Девід Салліван з «The A.V. Club» дав серії оцінку D+, сказавши, що «це незвичайно зосереджена історія для „Сімпсонів“, але вона доповнена камео, що самознищуються, та поверхневими враженнями від знаменитостей у стилі „Сім'янина“».
Тереза Лопес з «TV Fanatic» дала серії три з половиною з п'яти зірок, сказавши, що, «ймовірно, Барт навчався деяким зі своїх поганих навичок у стосунках від свого батька, але це справді було схоже на надуману спробу розтягнути серію».
Згідно з голосуванням на сайті The NoHomers Club більшість фанатів оцінили серію на 1/5 із середньою оцінкою 1,93/5.